# دست‌نوشته‌ها (فیلم)
دست نوشته‌ها فیلمی به کارگردانی مهرزاد مینویی و نویسندگی بهروز افخمی ساختهٔ سال ۱۳۶۵ است.

## بازیگران
- جلیل فرجاد
- امیر وطن زاد
- منوره جوهری
- شاپور بخشایی
- محمدعلی گوهری
- بهنام شفیعی
- علی‌رضا شجاع‌نوری
- محمد نگین
- شهرام الماسی
- رضا خلیقی
- علیرضا جدیدی
- اعظم قشقایی
- حسین پورحسین
- بهزاد نایب آقا
- غلامحسین مرادی
- منصور بزرگی
- کبری نیک‌نهاد
- اسماعیل پاینده
- مرتضی جندقی
- محمد حنیفی‌نژاد
- عباس حاجی عباسی
- کامیار دانا
- علی رحیمی نیکجو
- محمد زیبادخت
- سعید خداقلی
- نژاد ظهراب
- آزاده عابدی
- احمد یوسفی
- منوچهر فراتکی
- عباس فیوجی
- سعید قاسمی
- رضا کلانتر
- ابراهیم گرامی
- عبدالله اسفندیاری
- داوود مصلحی
- محمد آران
- علیرضا افخمی
- شهریار وزیری تبار